# Révolution du Cèdre
Pour un article plus général, voir Révolutions de couleur.

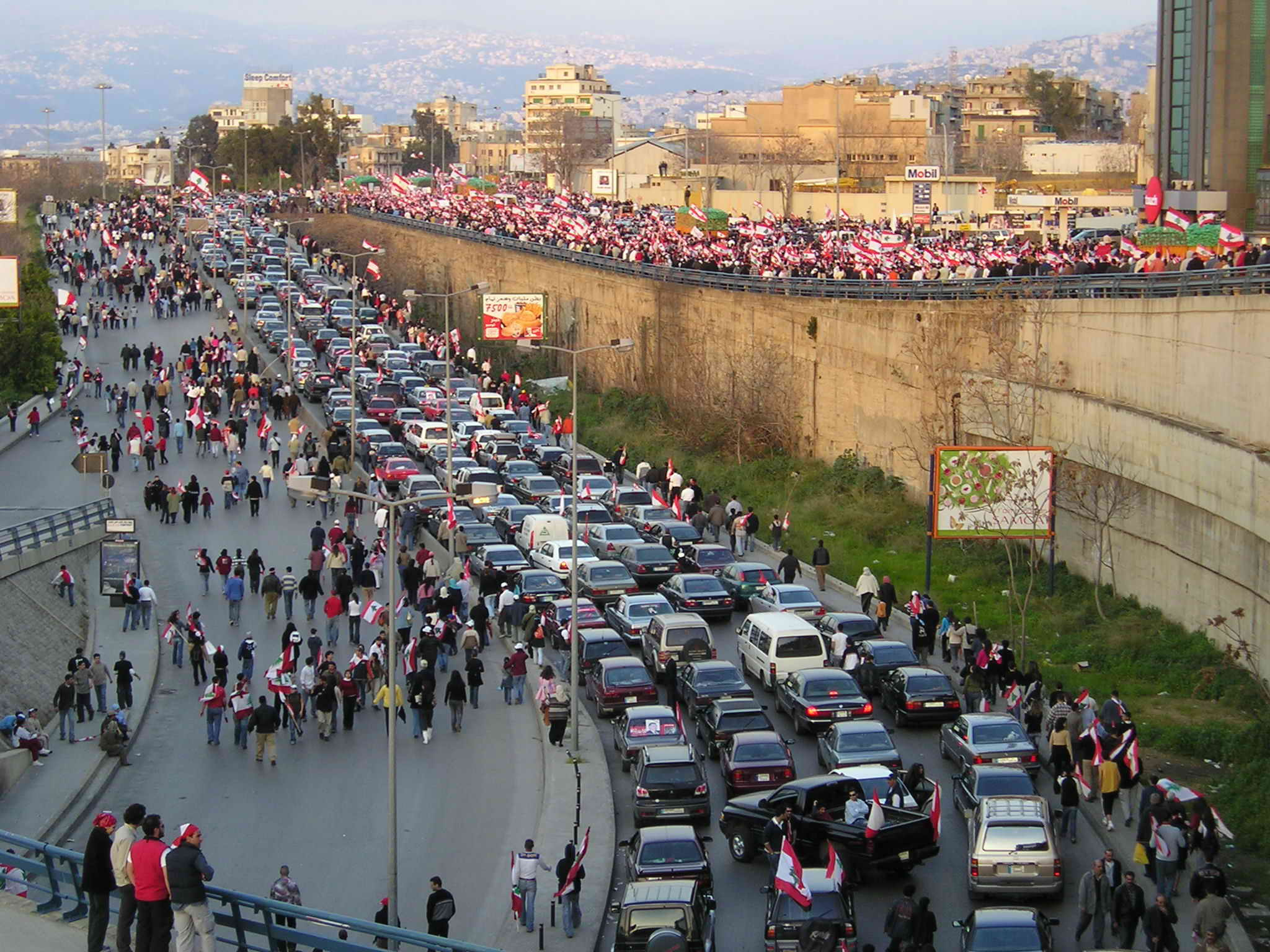
Des manifestants se rendent à la place des Martyrs à pied et en véhicules.

La révolution du Cèdre désigne les différentes actions qui ont lieu au Liban après l'assassinat de l'ancien Premier ministre Rafiq Hariri le 14 février 2005. Lors de ces évènements, une grande partie des Libanais s'opposent à la présence syrienne au Liban qui dure depuis 1975 et à l'influence qu'elle exerce dans la politique nationale libanaise.
Aux élections qui suivent : le Courant patriotique libre de Michel Aoun obtient 16,4 % des voix ; le Bloc de la résistance et du développement (regroupant le Hezbollah, Amal et le Parti social nationaliste syrien), qui soutient l'influence syrienne au Liban, obtient 27,4 % des voix ; et l'Alliance du 14-Mars (regroupant le Courant du futur de Saad Hariri, les Forces libanaises de Samir Geagea, et d'autres partis chrétiens), formée en réaction à l'assassinat et opposée à l'influence syrienne, arrive en tête avec 56,2 % des voix.

## Faits marquants
Voici une liste de quelques faits marquants :
- manifestations quasi-quotidiennes contre la présence syrienne et pour la vérité sur l'assassinat de Rafiq Hariri ;
- contre-manifestation de presque 800 000 personnes le 8 mars pour dire « merci » à la présence syrienne ;
- La plus grande manifestation d'un million de personnes le 14 mars, contre la Syrie ;
- démission du gouvernement Omar Karamé ;
- limogeage des responsables des services de renseignement ;
- départ des troupes syriennes le 27 avril ;
- attentats à répétition ;
- vérification du départ des troupes syriennes par une mission de l'Organisation des Nations unies (ONU) formée de trois officiers et dirigée par le général brigadier libanais Imad Anka[1] ;
- organisation d'élections législatives sous observation d'organisations internationales ;
- retour du général Michel Aoun le 7 mai 2005 ;
- assassinat de l'opposant antisyrien Samir Kassir le 2 juin 2005 à Achrafieh ;
- assassinat de George Hawi le 21 juin 2005 ;
- libération du chef des Forces libanaises Samir Geagea le 26 juillet 2005 ;
- tentative d’assassinat de la journaliste antisyrienne May Chidiac le 25 septembre 2005 ;
- assassinat de Gebrane Tuéni le 12 décembre 2005. Il fut l'un des principaux animateurs du printemps de Beyrouth ;
- assassinat de Pierre Amine Gemayel le 21 novembre 2006 ;
- assassinat de Walid Eido le 13 juin 2007 ;
- assassinat d'Antoine Ghanem le 19 septembre 2007.